# Eriomastyx lacteata
Eriomastyx lacteata är en fjärilsart som beskrevs av Rothschild 1916. Eriomastyx lacteata ingår i släktet Eriomastyx och familjen björnspinnare. Inga underarter finns listade i Catalogue of Life.